# Selección de fútbol de Ucrania
La selección de fútbol de Ucrania es el equipo representativo del país en las competiciones oficiales. Su organización está a cargo de la Federación de Fútbol de Ucrania, perteneciente a la UEFA. La selección de Ucrania nació en 1992 tras la independencia de esta al disolverse la Unión de Repúblicas Socialistas Soviéticas.
Previo a ese año, Ucrania era uno de los miembros participantes de la selección de la Unión Soviética, la cual estuvo muchas veces compuesta por grandes jugadores de origen ucraniano. Sin embargo, tras la fundación del equipo nacional de Ucrania, muchos de los grandes próceres del seleccionado soviético, como Andréi Kanchelskis, Víktor Onopko y Oleg Salenko, continuaron jugando en el equipo de Rusia, sucesor oficial de la antigua URSS.
Ucrania es una de las selecciones más importantes de la antigua Unión Soviética. Uno de los mejores jugadores del mundo en su época, Andriy Shevchenko, fue parte de esta selección, a la cual ayudó con sus goles a clasificarse para el Mundial 2006 de Alemania, hasta hoy su única participación en un Mundial. Además tuvieron un papel destacado llegando a cuartos de final. Sin embargo, quitando ese logro, ni siquiera la presencia de Andriy Shevchenko pudo evitar la constante eliminación de su equipo en las clasificatorias a los diversos torneos internacionales.

## Historia

### Clasificación al Mundial Alemania 2006

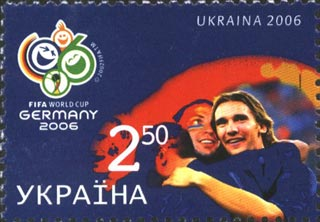
Shevchenko en una estampa representando a Ucrania en el Mundial 2006.

Ucrania queda escuadrada en el grupo 2 de la Clasificación Europea junto con Turquía, Dinamarca, Grecia, Albania, Georgia y Kazajistán. Ucrania quedó primera de su grupo con 25 puntos (a 2 de Turquía), tras derrotar a sus rivales. Así, de esta manera, Ucrania se clasificó directamente al Mundial 2006.
Ya en Alemania, Ucrania quedó encuadrada en el grupo H con España, Arabia Saudita y Túnez. En su primer partido recibe una goleada de 4-0 ante España una de las peores derrotas sufridas por selección, pero para su segundo encuentro Ucrania se recupera de la goleada pasada obteniendo una contundente victoria 4-0 ante Arabia Saudita, y en su último partido logra ganarle 1-0 a Túnez con el gol penal de Andriy Shevchenko quedando segundo con 6 puntos clasificando a los octavos de final donde se enfrentan a Suiza, el encuentro termina 0-0 se recurre a la tanda de penaltis donde Ucrania derrota 3-0 a Suiza logrando pasar históricamente a los cuartos de final, ya ahí se enfrenta con Italia cayendo por 3-0 quedando eliminados de la copa. Ucrania terminó el mundial en octava posición con 7 puntos en su única participación en la Copa del Mundo.

### Anfitriones de la Eurocopa 2012
Ucrania y Polonia fueron designados para organizar la Eurocopa 2012, En esta edición Ucrania hizo su primera participación en el torneo quedando en el Grupo A junto con Suecia, Inglaterra y Francia. En su primer partido venció a Suecia por 2-1, con dos goles de Andriy Shevchenko. Luego, en la siguiente fecha, cayó 2-0 ante Francia, y en su último encuentro cayó 1-0 con Inglaterra, quedando Ucrania eliminada del torneo en primera fase.

### Eurocopa 2016
De la mano del entrenador Mykhaylo Fomenko, Ucrania hizo su segunda participación en el torneo quedando en el grupo B junto con Alemania, Irlanda del Norte y Polonia. En su primer cotejo cayó 2-0 ante Alemania, en su segundo partido volvió a perder 2-0 ante Irlanda del Norte, y cerró el torneo con una derrota por 1-0 ante Polonia, quedando último de su grupo y último en la tabla del torneo, siendo una de las peores selecciones de aquella Euro.
Tras esto, Mykhaylo Fomenko renunció al cargo siendo remplazado por Andriy Shevchenko, exjugador de la selección.

### Eurocopa 2020
Tras una fallida clasificatoria rumbo al Mundial 2018, Shevchenko siguió dirigiendo a la selección ucraniana en miras a la Eurocopa 2020, donde en la fase clasificatoria venció a selecciones como Portugal y Serbia (a esta última por un contundente 5-0), clasificando así invicta al torneo continental con 6 partidos ganados y 2 empatados de 8 jugados en total.
Ucrania fue ubicada en el grupo C junto a Austria, Macedonia del Norte y Países Bajos, donde debutaron ante los neerlandeses en Ámsterdam, donde tras ir cayendo por 2 a 0, lograron reaccionar y empatar el encuentro en los últimos 15 minutos, sin embargo el lateral neerlandés Denzel Dumfries a seis minutos del final marcó el 2 a 3 final. Posteriormente los ucranianos vencieron por 2-1 a Macedonia del Norte, y perdieron por 0-1 ante Austria, quedando terceros de grupo. Pese a eso, Ucrania quedó como el 4.º mejor tercero de grupo, clasificando así a octavos de final del torneo.
En octavos de final, enfrentaron a Suecia, empatando 1-1 en los 90 minutos, y en la posterior prórroga Artem Dovbyk en el minuto 120+1 anotó el 2 a 1 final, clasificando así a cuartos de final de una Eurocopa por primera vez. En la instancia de cuartos de final, fueron derrotados por un contundente 0 a 4 ante Inglaterra, quedando eliminados del torneo.

### Eurocopa 2024
Tras quedarse a las puertas de clasificar al Mundial 2022, siendo derrotada por Gales en la final de la Ruta A de la repesca, Serhiy Rebrov dirigió al conjunto ucraniano con miras a la Eurocopa 2024, en la clasificación quedó en el grupo C, junto con Italia, Inglaterra, Macedonia del Norte y Malta, quedando tercera de su grupo con 14 puntos producto de 4 victorias, 2 empates y 2 derrotas, mismos puntos que los italianos, pero La Nazionale tuvo mejor diferencia de gol, obligando a Ucrania a jugar la repesca, derrotando a Bosnia y Herzegovina por 2 a 1  y a Islandia por el mismo resultado, clasificando a su cuarta Eurocopa.
Ucrania fue ubicada en el grupo E junto con Rumania, Eslovaquia y Bélgica, donde debutaron ante los rumanos en Múnich, perdiendo por 3 a 0, posteriormente en Düsseldorf, se enfrentaron a Eslovaquia, donde tras ir perdiendo por 1 a 0, lograron remontar el partido, obteniendo una victoria por 1  a 2, los goles fueron anotados por Mikola Shaparenko y Roman Yaremchuk, en la última fecha se enfrentraron a Bélgica en Stuttgart, donde obtuvieron un empate sin goles, los cuatro equipos obtuvieron 4 puntos, pero Ucrania quedó en el último lugar de su grupo al tener una peor diferencia de gol, quedándose en el puesto 17 de la tabla general.

## Últimos y próximos encuentros
Actualizado al último partido jugado el 10 de junio de 2025
| Fecha      | Ciudad                | Local           | Resultado | Visitante       | Competición                     |
| ---------- | --------------------- | --------------- | --------- | --------------- | ------------------------------- |
| 17-06-2024 | Múnich                | Rumania         | 3:0       | Ucrania         | Eurocopa 2024                   |
| 21-06-2024 | Düsseldorf            | Eslovaquia      | 1:2       | Ucrania         | Eurocopa 2024                   |
| 26-06-2024 | Stuttgart             | Ucrania         | 0:0       | Bélgica         | Eurocopa 2024                   |
| 07-09-2024 | Praga                 | Ucrania         | 1:2       | Albania         | Liga de Naciones UEFA 24/25     |
| 10-09-2024 | Praga                 | República Checa | 3:2       | Ucrania         | Liga de Naciones UEFA 24/25     |
| 11-10-2024 | Poznan                | Ucrania         | 1:0       | Georgia         | Liga de Naciones UEFA 24/25     |
| 14-10-2024 | Breslavia             | Ucrania         | 1:1       | República Checa | Liga de Naciones UEFA 24/25     |
| 16-11-2024 | Batumi                | Georgia         | 1:1       | Ucrania         | Liga de Naciones UEFA 24/25     |
| 19-11-2024 | Tirana                | Albania         | 1:2       | Ucrania         | Liga de Naciones UEFA 24/25     |
| 20-03-2025 | Murcia                | Ucrania         | 3:1       | Bélgica         | Liga de Naciones UEFA 24/25     |
| 23-03-2025 | Genk                  | Bélgica         | 3:0       | Ucrania         | Liga de Naciones UEFA 24/25     |
| 07-06-2025 | Toronto               | Canadá          | 4:2       | Ucrania         | Partido amistoso                |
| 10-06-2025 | Toronto               | Nueva Zelanda   | 1:2       | Ucrania         | Partido amistoso                |
| 05-09-2025 | Bandera de ?          | Ucrania         | -:-       | Francia         | Clasificación Copa Mundial 2026 |
| 09-09-2025 | Bandera de Azerbaiyán | Azerbaiyán      | -:-       | Ucrania         | Clasificación Copa Mundial 2026 |

## Uniforme

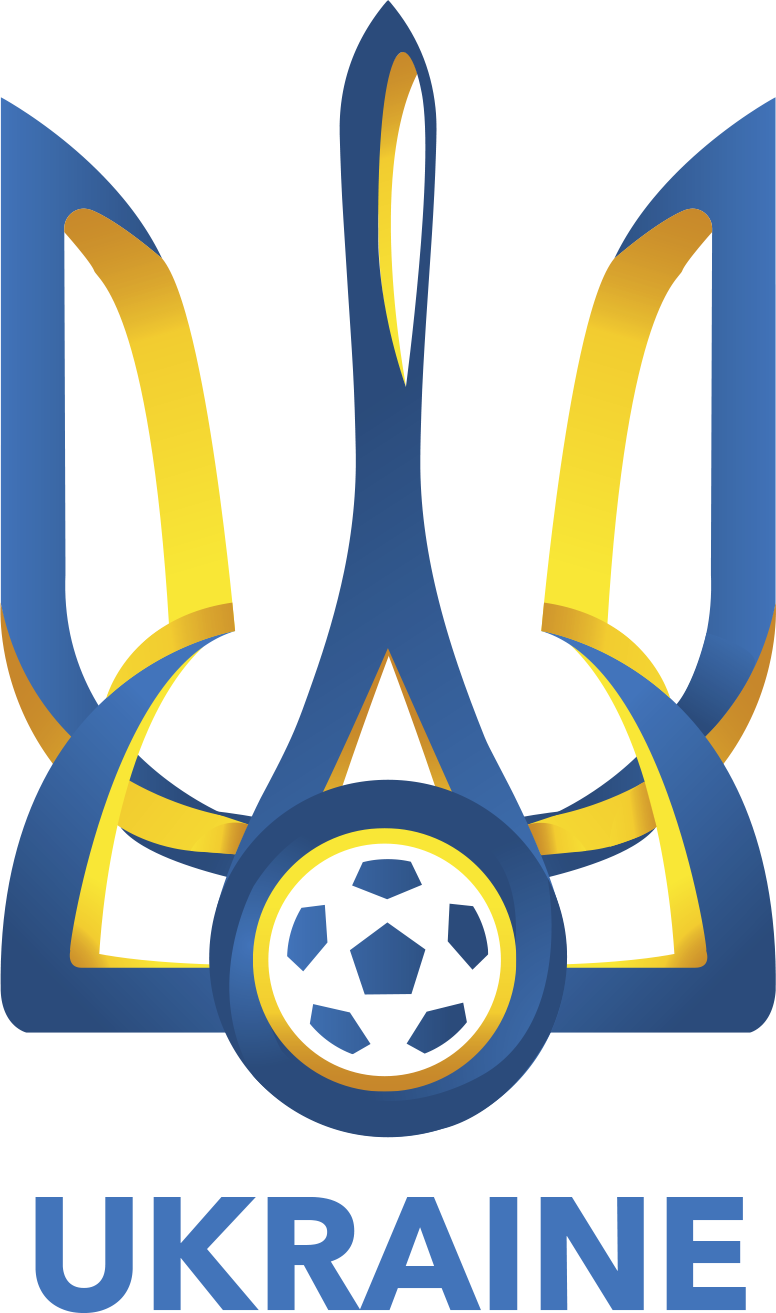
Escudo de la selección.

El 29 de marzo de 2010, Ucrania presentó su nuevo uniforme de Adidas. Esto reemplazó el anterior con una base amarilla y las tradicionales tres rayas de Adidas con una faja de serpiente que se utilizó en 2009. Antes del 5 de febrero de 2009, Ucrania llevaba equipaciones de la firma italiana Lotto. Desde 2009, la ropa oficial del equipo fue producida por la empresa alemana Adidas, que tenía un contrato con el equipo ucraniano hasta el 31 de diciembre de 2016. Desde 2017, la compañía española Joma se encarga de la ropa oficial del equipo ucraniano.
| Periodo       | Firma deportiva |
| ------------- | --------------- |
| 1992–1996     | Umbro           |
| 1997–2002     | Puma            |
| 2002–2008     | Lotto           |
| 2009–2016     | Adidas          |
| 2017–presente | Joma            |

## Estadísticas

### Copa Mundial de Fútbol
| Año         | Ronda                   | Posición                | PJ                      | PG                      | PE                      | PP                      | GF                      | GC                      | Dif.                    | Goleador                |
| ----------- | ----------------------- | ----------------------- | ----------------------- | ----------------------- | ----------------------- | ----------------------- | ----------------------- | ----------------------- | ----------------------- | ----------------------- |
| 1930 - 1990 | No existía la selección | No existía la selección | No existía la selección | No existía la selección | No existía la selección | No existía la selección | No existía la selección | No existía la selección | No existía la selección | No existía la selección |
| 1994        | No participó            | No participó            | No participó            | No participó            | No participó            | No participó            | No participó            | No participó            | No participó            | No participó            |
| 1998        | No clasificó            | No clasificó            | No clasificó            | No clasificó            | No clasificó            | No clasificó            | No clasificó            | No clasificó            | No clasificó            | No clasificó            |
| 2002        | No clasificó            | No clasificó            | No clasificó            | No clasificó            | No clasificó            | No clasificó            | No clasificó            | No clasificó            | No clasificó            | No clasificó            |
| 2006        | Cuartos de final        | 8.°                     | 5                       | 2                       | 1                       | 2                       | 5                       | 7                       | -2                      | Andriy Shevchenko: 2    |
| 2010        | No clasificó            | No clasificó            | No clasificó            | No clasificó            | No clasificó            | No clasificó            | No clasificó            | No clasificó            | No clasificó            | No clasificó            |
| 2014        | No clasificó            | No clasificó            | No clasificó            | No clasificó            | No clasificó            | No clasificó            | No clasificó            | No clasificó            | No clasificó            | No clasificó            |
| 2018        | No clasificó            | No clasificó            | No clasificó            | No clasificó            | No clasificó            | No clasificó            | No clasificó            | No clasificó            | No clasificó            | No clasificó            |
| 2022        | No clasificó            | No clasificó            | No clasificó            | No clasificó            | No clasificó            | No clasificó            | No clasificó            | No clasificó            | No clasificó            | No clasificó            |
| 2026        | Por disputarse          | Por disputarse          | Por disputarse          | Por disputarse          | Por disputarse          | Por disputarse          | Por disputarse          | Por disputarse          | Por disputarse          | Por disputarse          |
| 2030        | Por disputarse          | Por disputarse          | Por disputarse          | Por disputarse          | Por disputarse          | Por disputarse          | Por disputarse          | Por disputarse          | Por disputarse          | Por disputarse          |
| 2034        | Por disputarse          | Por disputarse          | Por disputarse          | Por disputarse          | Por disputarse          | Por disputarse          | Por disputarse          | Por disputarse          | Por disputarse          | Por disputarse          |
| Total       | 1/22                    | 53.º                    | 5                       | 2                       | 1                       | 2                       | 5                       | 7                       | -2                      | Andriy Shevchenko: 2    |

### Eurocopa
| Año         | Ronda                   | Posición                | PJ                      | PG                      | PE                      | PP                      | GF                      | GC                      | Dif.                    | Goleador                  |
| ----------- | ----------------------- | ----------------------- | ----------------------- | ----------------------- | ----------------------- | ----------------------- | ----------------------- | ----------------------- | ----------------------- | ------------------------- |
| 1960 - 1992 | No existía la selección | No existía la selección | No existía la selección | No existía la selección | No existía la selección | No existía la selección | No existía la selección | No existía la selección | No existía la selección | No existía la selección   |
| 1996        | No clasificó            | No clasificó            | No clasificó            | No clasificó            | No clasificó            | No clasificó            | No clasificó            | No clasificó            | No clasificó            | No clasificó              |
| 2000        | No clasificó            | No clasificó            | No clasificó            | No clasificó            | No clasificó            | No clasificó            | No clasificó            | No clasificó            | No clasificó            | No clasificó              |
| 2004        | No clasificó            | No clasificó            | No clasificó            | No clasificó            | No clasificó            | No clasificó            | No clasificó            | No clasificó            | No clasificó            | No clasificó              |
| 2008        | No clasificó            | No clasificó            | No clasificó            | No clasificó            | No clasificó            | No clasificó            | No clasificó            | No clasificó            | No clasificó            | No clasificó              |
| 2012        | Primera ronda           | 12.°                    | 3                       | 1                       | 0                       | 2                       | 2                       | 4                       | -2                      | Andriy Shevchenko: 2      |
| 2016        | Primera ronda           | 24.°                    | 3                       | 0                       | 0                       | 3                       | 0                       | 5                       | -5                      | -                         |
| 2020        | Cuartos de final        | 8.°                     | 5                       | 2                       | 0                       | 3                       | 6                       | 10                      | -4                      | Yaremchuk y Yarmolenko: 2 |
| 2024        | Primera ronda           | 17.°                    | 3                       | 1                       | 1                       | 1                       | 2                       | 4                       | -2                      | Yaremchuk y Shaparenko: 1 |
| 2028        |                         |                         |                         |                         |                         |                         |                         |                         |                         |                           |
| 2032        |                         |                         |                         |                         |                         |                         |                         |                         |                         |                           |
| Total       | 4/17                    | 21.°                    | 14                      | 4                       | 1                       | 9                       | 10                      | 23                      | -13                     | Roman Yaremchuk: 3        |

### Liga de Naciones de la UEFA
| Liga de Naciones de la UEFA | Liga de Naciones de la UEFA | Liga de Naciones de la UEFA | Liga de Naciones de la UEFA | Liga de Naciones de la UEFA | Liga de Naciones de la UEFA | Liga de Naciones de la UEFA | Liga de Naciones de la UEFA | Liga de Naciones de la UEFA | Liga de Naciones de la UEFA | Liga de Naciones de la UEFA |
| Año                         | L                           | G                           | Ronda                       | Posición                    | J                           | G                           | E                           | P                           | GF                          | GC                          |
| --------------------------- | --------------------------- | --------------------------- | --------------------------- | --------------------------- | --------------------------- | --------------------------- | --------------------------- | --------------------------- | --------------------------- | --------------------------- |
| 2018-19                     | B                           | 1                           | Primer lugar                | 14.º                        | 4                           | 3                           | 0                           | 1                           | 5                           | 5                           |
| 2020-21                     | A                           | 4                           | Cuarto lugar                | 13.º                        | 6                           | 2                           | 0                           | 4                           | 5                           | 13                          |
| 2022-23                     | B                           | 1                           | Segundo lugar               | 22.º                        | 6                           | 3                           | 2                           | 1                           | 10                          | 4                           |
| Total                       | Total                       | Total                       | 3/3                         | 14.º                        | 16                          | 8                           | 2                           | 6                           | 20                          | 22                          |

## Jugadores

### Última convocatoria
Los siguientes jugadores fueron convocados para los partidos contra  Bélgica en el mes de marzo de 2025.
| No. | Pos. | Jugador               | Fecha de nacimiento (edad)         | Apa. | Goles | Club              |
| --- | ---- | --------------------- | ---------------------------------- | ---- | ----- | ----------------- |
| 1   | POR  | Andriy Lunin          | 11 de febrero de 1999 (26 años)    | 15   | 0     | Real Madrid       |
| 12  | POR  | Anatoliy Trubin       | 1 de agosto de 2001 (23 años)      | 19   | 0     | Benfica           |
| 23  | POR  | Dmytro Riznyk         | 30 de enero de 1999 (26 años)      | 2    | 0     | Shakhtar Donetsk  |
|     |      |                       |                                    |      |       |                   |
| 2   | DEF  | Valeriy Bondar        | 27 de febrero de 1999 (26 años)    | 4    | 0     | Shakhtar Donetsk  |
| 3   | DEF  | Bohdan Mykhaylichenko | 21 de marzo de 1997 (28 años)      | 9    | 0     | Polissya Zhytomyr |
| 4   | DEF  | Oleksandr Svatok      | 27 de septiembre de 1994 (30 años) | 9    | 0     | Austin FC         |
| 13  | DEF  | Illya Zabarnyi        | 1 de septiembre de 2002 (22 años)  | 47   | 2     | Bournemouth       |
| 16  | DEF  | Vitaliy Mykolenko     | 29 de mayo de 1999 (26 años)       | 48   | 1     | Everton           |
| 22  | DEF  | Mykola Matviyenko     | 2 de mayo de 1996 (29 años)        | 76   | 0     | Shakhtar Donetsk  |
|     |      |                       |                                    |      |       |                   |
| 5   | MED  | Yehor Nazaryna        | 10 de julio de 1997 (28 años)      | 3    | 0     | Shakhtar Donetsk  |
| 6   | MED  | Ivan Kalyuzhnyi       | 21 de enero de 1998 (27 años)      | 6    | 0     | Oleksandriya      |
| 7   | MED  | Andriy Yarmolenko     | 23 de octubre de 1989 (35 años)    | 125  | 46    | Dinamo de Kiev    |
| 8   | MED  | Heorhiy Sudakov       | 1 de septiembre de 2002 (22 años)  | 28   | 3     | Shakhtar Donetsk  |
| 10  | MED  | Mykola Shaparenko     | 4 de octubre de 1998 (26 años)     | 41   | 2     | Dinamo de Kiev    |
| 14  | MED  | Vitaliy Buyalskyi     | 6 de enero de 1993 (32 años)       | 13   | 0     | Dinamo de Kiev    |
| 15  | MED  | Viktor Tsyhankov      | 15 de noviembre de 1997 (27 años)  | 59   | 13    | Girona            |
| 17  | MED  | Oleksandr Zinchenko   | 15 de diciembre de 1996 (28 años)  | 71   | 10    | Arsenal           |
| 18  | MED  | Yehor Yarmolyuk       | 1 de marzo de 2004 (21 años)       | 2    | 0     | Brentford         |
| 19  | MED  | Oleksiy Hutsulyak     | 25 de diciembre de 1997 (27 años)  | 7    | 1     | Polissya Zhytomyr |
| 20  | MED  | Oleksandr Nazarenko   | 1 de febrero de 2000 (25 años)     | 3    | 0     | Polissya Zhytomyr |
|     |      |                       |                                    |      |       |                   |
| 9   | DEL  | Roman Yaremchuk       | 27 de diciembre de 1995 (29 años)  | 61   | 17    | Olympiakos        |
| 11  | DEL  | Artem Dovbyk          | 21 de junio de 1997 (28 años)      | 36   | 11    | Roma              |
| 21  | DEL  | Vladyslav Vanat       | 4 de enero de 2002 (23 años)       | 11   | 2     | Dinamo de Kiev    |

### Jugadores con más participaciones

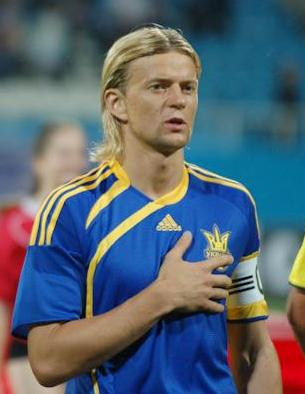
Anatoliy Tymoshchuk es el jugador que vistió la camiseta ucraniana en mayor número de ocasiones hasta el momento, con 144.

Actualizado en Junio de 2024
| #  | Jugador               | Periodo     | Partidos | Goles |
| -- | --------------------- | ----------- | -------- | ----- |
| 1  | Anatoliy Tymoshchuk   | 2000 - 2016 | 144      | 4     |
| 2  | Andriy Yarmolenko     | 2009 - Act  | 119      | 46    |
| 3  | Andriy Shevchenko     | 1995 - 2012 | 111      | 48    |
| 4  | Andriy Pyatov         | 2007 - 2022 | 101      | 0     |
| 5  | Ruslan Rotan          | 2003 - 2018 | 100      | 8     |
| 6  | Oleh Husyev           | 2003-2016   | 98       | 13    |
| 7  | Oleksandr Shovkovskyi | 1994 - 2020 | 92       | 0     |
| 8  | Yevhen Konoplyanka    | 2010 - 2023 | 87       | 21    |
| 9  | Taras Stepanenko      | 2010 - Act. | 83       | 4     |
| 10 | Serhiy Rebrov         | 1992 - 2006 | 75       | 15    |

### Máximos anotadores

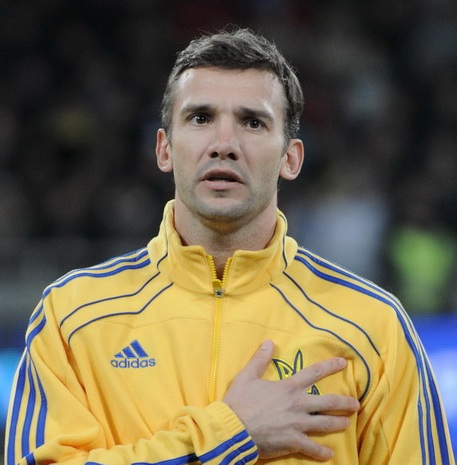
Andriy Shevchenko es el jugador con mayor cantidad de goles anotados en la selección de Ucrania y antiguo entrenador del seleccionado.

Actualizado en junio de 2024
| #  | Jugador             | Periodo     | Goles | PJ. | Promedio |
| -- | ------------------- | ----------- | ----- | --- | -------- |
| 1  | Andriy Shevchenko   | 1995 - 2012 | 48    | 111 | 0.43     |
| 2  | Andriy Yarmolenko   | 2009 - Act. | 46    | 119 | 0.46     |
| 3  | Yevhen Konoplyanka  | 2010 - 2023 | 21    | 87  | 0.24     |
| 4  | Serhiy Rebrov       | 1992 - 2006 | 15    | 75  | 0.2      |
| 5  | Roman Yaremchuk     | 2018 - Act. | 15    | 50  | 0.29     |
| 6  | Viktor Tsygankov    | 2016 - Act. | 13    | 54  | 0.24     |
| 7  | Oleh Husyev         | 2003 - 2016 | 13    | 98  | 0.13     |
| 8  | Serhiy Nazarenko    | 2003 - 2012 | 12    | 56  | 0.21     |
| 9  | Yevhen Seleznyov    | 2008 - 2018 | 11    | 58  | 0.19     |
| 10 | 'Artem Dobvyk'      | 2021 - act. | 10    | 28  | 0.36     |
| 11 | Oleksandr Zinchenko | 2015 - Act. | 9     | 63  | 0.15     |

## Entrenadores
- Actualizado al 10 de junio de 2023.

| Seleccionador                                | Período   | Partidos | Ganados | Empatados | Perdidos | Goles favor | Goles contra | % Efectividad |
| -------------------------------------------- | --------- | -------- | ------- | --------- | -------- | ----------- | ------------ | ------------- |
| Viktor Prokopenko                            | 1992      | 3        | 0       | 1         | 2        | 2           | 5            | 16,67         |
| Mykola Pavlov/ Leonid Tkachenko (interinos)  | 1992      | 1        | 0       | 1         | 0        | 1           | 1            | 50            |
| Oleh Bazilevich                              | 1993-1994 | 11       | 4       | 3         | 4        | 13          | 14           | 50            |
| Mykola Pavlov/ Volodymyr Muntyan (interinos) | 1994      | 2        | 0       | 0         | 2        | 0           | 3            | 0%            |
| Yozhef Sabo                                  | 1994      | 2        | 1       | 1         | 0        | 3           | 0            | 75            |
| Anatoly Konjkov                              | 1995      | 7        | 3       | 0         | 4        | 8           | 13           | 42,86         |
| Yozhef Sabo                                  | 1996–1999 | 32       | 15      | 11        | 6        | 26          | 41           | 46.88         |
| Valeriy Lobanovskyi                          | 2000–2001 | 18       | 6       | 7         | 5        | 29          | 14           | 33.33         |
| Leonid Buryak                                | 2002–2003 | 19       | 5       | 6         | 8        | 38          | 13           | 26.32         |
| Oleh Blokhin                                 | 2003–2007 | 46       | 21      | 14        | 11       | 78          | 26           | 45.65         |
| Oleksiy Mykhaylychenko                       | 2008–2009 | 21       | 12      | 5         | 4        | 41          | 12           | 57.14         |
| Myron Markevych                              | 2010      | 4        | 3       | 1         | 0        | 9           | 3            | 75            |
| Yuriy Kalytvyntsev (interino)                | 2010–2011 | 8        | 1       | 5         | 2        | 14          | 16           | 12.5          |
| Oleh Blokhin                                 | 2011–2012 | 18       | 7       | 3         | 8        | 28          | 12           | 38.89         |
| Andriy Bal (interino)                        | 2012      | 2        | 0       | 1         | 1        | 2           | 1            | 0             |
| Oleksandr Zavarov (interino)                 | 2012      | 1        | 1       | 0         | 0        | 1           | 0            | 100           |
| Mykhaylo Fomenko                             | 2012–2016 | 37       | 24      | 6         | 7        | 67          | 22           | 64.86         |
| Andriy Shevchenko                            | 2016-2021 | 51       | 25      | 13        | 13       | 71          | 61           | 49,02         |
| Oleksandr Petrakov                           | 2021-2023 | 15       | 6       | 7         | 2        | 23          | 13           | 55,56         |
| Ruslan Rotan (interino)                      | 2023-     | 1        | 0       | 0         | 1        | 0           | 2            | 0             |
| Serhiy Rebrov                                | 2023-     |          |         |           |          |             |              |               |